# ダイアローグ・テクノロジー
ダイアローグ・テクノロジーは、台湾台北に本社を置くコンピュータ関連企業。モバイルノートPC「Flybook」シリーズを展開している。2006年6月に日本法人ダイアローグ・ジャパン株式会社を東京都新宿区若葉に設立した。
可動型ディスプレイを搭載したモデル「V33i」と3.5Gデータ通信機能を搭載したモデル「VM」を日本市場に導入。